# Carl D. Duncan
Carl Dudley Duncan (* 2. November 1895 in Fresno, Kalifornien, nach anderen Quellen Dallas, Texas; † 21. Dezember 1966 in San José, Kalifornien), meist als Carl D. Duncan zitiert, war ein US-amerikanischer Entomologe, Botaniker und Hochschullehrer.

## Leben
Duncan war der Sohn von Calvin Curlee Duncan und Frances Tennessee Wood. Er verbrachte einen Teil seiner Kindheit in Texas und kehrte dann nach Kalifornien zurück, wo er den Rest seines Lebens verbrachte. Er besuchte öffentliche Schulen in Fresno, wo er 1915 seinen Highschoolabschluss machte. 1916 schrieb er sich an der Stanford University ein. Allerdings musste er sein Studium nach einem Semester abbrechen, da er zu einem dreizehn Monate dauernden Dienst bei den United States Navy Hospital Corps eingezogen wurde. 1919 kehrte er an die Stanford University zurück, wo er 1923 den Bachelor of Arts erwarb und 1927 mit der Arbeit A study of the generic characteristics of the North American wasps of the subfamily, Vespinae zum Master of Arts graduierte. 1922 kam er als Dozent an das San José State College, wo er bis zu seinem Ruhestand im Jahr 1965 nacheinander Professor für Entomologie und Botanik, Vorsitzender der Abteilung Biologische Wissenschaften, die während seiner Amtszeit gegründet wurde, und ab 1950 Fachbereichsleiter der Naturwissenschaften wurde. 1925 heiratete er Neva Catherine Williams, die 1962 starb. Diese Ehe blieb kinderlos. 1931 wurde er ebenfalls in Stanford mit der Dissertation A study of the biology, morphology, and systematics of the North American Vespine wasps zum Ph.D. promoviert.
Duncan war die meiste Zeit seines Berufslebens mit der Pacific Coast Entomological Society verbunden, wo er 1965 zum Ehrenmitglied ernannt wurde. In den Jahren 1937 bis 1938 und erneut 1947 war er Präsident dieser Gesellschaft. Er war auch langjähriges Mitglied der Entomological Society of America. Die von Duncan veröffentlichten Arbeiten stammen aus verschiedenen Bereichen, wobei er sowohl in der Bildung als auch in der Entomologie bedeutende Beiträge leistete. Im Jahr 1939 schrieb er die Monographie A Contribution to the Biology of the North American Vespine Wesps. In Zusammenarbeit mit seinem Kollegen Gayle Benjamin Pickwell (1899–1949) war er Autor eines Lehrbuchs über Entomologie für Hochschulen, das 1939 unter dem Titel The World of Insects herauskam. Er war auch in Ausschüssen für Bildung und Lehrbücher auf Hochschul- und Staatsebene tätig.

## Dedikationsnamen und Ehrungen
Der Zoologe Ralph Vary Chamberlin benannte 1925 die Spinnenart Phrurolithus duncani nach Duncan. 1968 wurde die Carl D. Duncan Hall of Science auf dem Campus der San José State University eingeweiht.